# Reason (альбом Мелани Си)
| Оценки критиков | Оценки критиков |
| Источник        | Оценка          |
| --------------- | --------------- |
| AllMusic        | [ 1 ]           |
| The Guardian    | [ 2 ]           |

Reason — второй студийный альбом Melanie C, выпущенный в марте 2003 года. Альбом добрался до 5 строчки в Великобритании с продажами в 30 876 копий за первую неделю, что хуже, чем результаты предыдущего альбома Мелани Northern Star. В итоге альбом получил золотой статус в Великобритании за 101 тысячу проданных копий. По всему миру он был продан в 500 тысяч экземпляров. Большинство рецензий на альбом были смешанными.

## Предыстория и запись альбома
После огромного успеха альбома «Northern Star» Мелани Си считалась единственным участником Spice Girls, который смог сделать успешную карьеру в качестве сольного исполнителя. К концу 2003 года она была единственным участником Spice Girls, имеющим контракт с «Virgin Records», поскольку все остальные её коллеги по группе либо ушли, либо были уволены их лейблом в качестве сольных исполнителей.
Большую часть 2000 и 2001 годов Мелани Си путешествует по миру, продвигая альбом «Northern Star», планируя появится в студии в конце 2001 года, чтобы начать запись своего нового альбома. В течение этого времени ей часто приходилось сталкиваться с трудностями, поскольку Мелани в 1999 году поставили диагноз депрессии. Позже она столкнулась с тем, что ей действительно трудно справляться со всей публичностью и тяжелой работой в период активности Spice Girls, так как Мелани проводила дни, съедая слишком мало и тренируясь до предела. В конце 1999 года её депрессия ухудшилась и она провела несколько дней в постели, не имея возможности справиться с повседневной рутиной. После того, как ей поставили диагноз «депрессия», ей в течение 18 месяцев назначали антидепрессанты, она имела дело с расстройствами пищеварения и с по-настоящему враждебной реакцией средств массовой информации, задавая разные темы, от её веса до её сексуальности.
На ранних этапах записи «Reason» в ноябре 2001 года руководители Virgin Record были весьма обеспокоены музыкальным стилем второго альбома, поскольку её самыми большими хитами с её сольного альбома были R&B-сингл Never Be the Same Again и танцевальный сингл I Turn To You, в то время как Мелани Си настаивала на том, что она хочет продолжать делать поп-рок альбомы. Как сообщает «The Sun», источник в звукозаписывающей компании заявил, что «Мел, и Virgin Record согласились, что ей следует придерживаться рок-атмосферы, которая помогла её альбому 1999 года „Northern Star“ преуспеть в этом. Но на этом их соглашение заканчивается». Мелани Си уже заявила, что хочет работать с новыми продюсерами, сохраняя при этом некоторых продюсеров, с которыми работала над её дебютным альбомом. Первоначальная дата выпуска альбома была октябрь 2002, но релиз был отложен до марта 2003 года. В результате чего в газетах появилось множество статей, в которых ставились под сомнение её отношения с её звукозаписывающей компанией, в которых сообщалось, что на неё оказывалось давление с целью похудеть. В официальном заявлении, опубликованном на сайте Мелани Си говорилось, что её отношения с Virgin были «фантастическими», запись проходила хорошо, и она никогда не была вынуждена откладывать выпуск своего второго альбома или терять вес. За сезон для альбома было записано 40 песен. 12 ноября 2002 года на её официальном сайте было раскрыто название альбома «Reason».
В январе 2003 года Мелани Си опубликовала трек-обзор прессе, раскрыв список треков альбома, который сильно отличался от того трек-листа, который вошел в окончательную версию альбома. Мелани заявила, что она счастлива, что на новом альбоме есть несколько композиторов и продюсеров, которые принимали участие в записи её дебютного альбома «Northern Star», а также работа с новыми, такими как Дэвид Арнольд, Торе Йоханссон и Питер Веттезе. Первоначально в список треков вошло 11 треков в следующем порядке: Here It Comes Again, On The Horizon, Reason, Lose Myself In You, Let’s Love, Home, Soul Boy, Do I, Water, Positively Somewhere и Wonderland. Melt и Yeh, Yeh, Yeh были последними дополнениями к трек-листу альбома. В итоге песня «Wonderland» была удалена из трек-листа и выпущена на стороне Б сингла «On The Horizon DVD». 23 января 2003 года группа журналистов была приглашена прослушать новый альбом Мелани Си «Reason», а затем немного побеседовать с ней. Руководители Virgin заявили, что надеются, что «это будет рекорд, который взломает США и станет конкурентом Аврил Лавин в мире». Также было выявлено, что существует шесть версий альбома, которые есть у всех соответствующих звукозаписывающих компаний, чтобы решить, какая из них лучше звучит. «Here It Comes Again», которая была фактически одной из первых песен альбома, которая была записана, стала первым синглом.
Для альбома и синглов Melanie C и её рекорд-лейбл заказали Шона Эллиса в качестве официального фотографа.
Во время работы над альбомом Мелани Си записала «Independence Day» из саундтрека к фильму «Bend It Like Beckham». Данный трек позже вошедшего в японское издание альбома «Reason». Она также написала песню «Help Me Help You» для Холли Вэлэнс, включенную в её дебютный альбом «Footprints».

## Релиз и продвижение альбома
Альбом «Reason» был выпущен 10 марта 2003 года. Перед выпуском альбома Мелани Си много раз появлялась в различных телешоу, одновременно она давала несколько интервью для таких журналов, как «Times Magazine», «Attitude» и «Marie Claire». Она также исполнила четыре песни в HMV London. В сет-лист вошли её прошлые синглы номер один «Never Be the Same Again» и «I Turn To You», а также её новый сингл «Here It Comes Again» и трек альбома «Positively Somewhere». Промоушен также включал в себя эксклюзивную веб-трансляцию 24 февраля 2003 года с исполнением четырёх песен, которые совпадали с сет-листом HMV, за исключением «I Turn To You», которое было заменено на «Goin 'Down». Во время веб-трансляции Мелани Си дала 30-минутное интервью, где она ответила на вопросы фанатов со всего мира. Она заявила, что рассматривает возможность выпуска «On The Horizon», «Positively Somewhere», «Reason» и «Melt» в качестве синглов. Она также заявила, что решила убрать «Wonderland» из альбома в последнюю минуту, потому что она считала, что это мрачная песня, в то время как альбом имел позитивную атмосферу. Мелани начала свой третий тур под названием «Reason Tour», чтобы продвигать альбом. Тур начался 24 апреля 2003 года и включал 25 концертов в Европе.
В сентябре 2003 года Мелани Си приняла участие в британском реалити-шоу «Игры», которое проходило на 4-м канале, в надежде увеличить продажи альбомов, где она была серьёзно травмирована. Её травма изменила выбор песни, которая была выбрана для выпуска в качестве третьего сингла: «Yeh Yeh Yeh» изначально планировалось выпустить как сингл, но после её травмы «Melt» был выбран для запуска вместе с «Yeh Yeh Yeh» как двойная сторона A, потому что она могла сделать небольшое количество действий, и «Melt» как баллада требовала минимального количества движений, и соответственно было легче продвинуть. Её травма не позволила ей полностью продвигать свой последний сингл и альбом дальше.

## Позиции в чартах
Альбом дебютировал под номером 5 в чарте альбомов Великобритании 22 марта 2003 года. Продажи начали снижаться на второй неделе и альбом упал до 19 места в чарте. Выпуск второго сингла «On the Horizon» в июне 2003 года немного увеличил продажи альбома, и альбом снова появился в чарте альбомов Великобритании на две недели под номерами 81 и 99. Финальный сингл "Melt/Yeh, Yeh, Ye"h был выпущен с большими надеждами, но никак не помог продажам альбома. Всего альбом пробыл 8 недель в чарте Соединенного Королевства. Из-за плохих продаж Virgin Records решила уволить Мелани в конце 2003 года. В интервью «The Guardian» 2007 года Мелани Си заявила, что у неё «смешанные чувства» из-за того, что её бросили после плохих продаж «Reason». Она заявила, что она знала, что Virgin Records начинают терять веру в меня, поэтому я действительно с облегчением ушла.

## Список композиций
| №   | Название               | Автор(ы)                                         | Продюсер(ы)                        | Длительность |
| --- | ---------------------- | ------------------------------------------------ | ---------------------------------- | ------------ |
| 1.  | «Here It Comes Again»  | Melanie Chisholm, Marius De Vries ,Robert Howard | Marius De Vries                    | 4:17         |
| 2.  | «Reason»               | Melanie Chisholm, Peter-John Vettese             | Peter-John Vettese                 | 4:20         |
| 3.  | «Lose Myself In You»   | Melanie Chisholm , Matte Rowe ,Stefan Skarbek    | Damian LeGassick                   | 4:12         |
| 4.  | «On the Horizon»       | Gregg Alexander, Melanie Chisholm, Rick Nowels   | Gregg Alexander & Rick Nowels      | 3:36         |
| 5.  | «Positively Somewhere» | Colin Campsie, Melanie Chisholm, Phil Thornalley | Damian LeGassick                   | 3:44         |
| 6.  | «Melt»                 | Guy Chambers, Melanie Chisholm                   | Guy Chambers & Richard Flack       | 3:44         |
| 7.  | «Do I»                 | Melanie Chisholm, Dave Munday, Phil Thornalley   | Patrick McCarthy                   | 3:34         |
| 8.  | «Soul Boy»             | Paul Buchanan                                    | Gary Clark                         | 4:27         |
| 9.  | «Water»                | Melanie Chisholm, Tore Johansson                 | Patrick McCarthy & Tore Johansson  | 3:37         |
| 10. | «Home»                 | David Arnol, Melanie Chisholm                    | Damian LeGassick                   | 4:28         |
| 11. | «Let's Love»           | Melanie Chisholm, Dave Munday, Phil Thornalley   | Phil Thornalley & Patrick McCarthy | 3:23         |
| 12. | «Yeh Yeh Yeh»          | Melanie Chisholm, Rhett Lawrence                 | Rhett Lawrence                     | 4:20         |

| №   | Название           | Автор(ы)                         | Продюсер(ы)    | Длительность |
| --- | ------------------ | -------------------------------- | -------------- | ------------ |
| 13. | «Independence Day» | Melanie Chisholm, Rhett Lawrence | Rhett Lawrence | 4:20         |
| 14. | «Love To You»      | Melanie Chisholm, Gary Clark     | Gary Clark     | 4:36         |

## Чарты и сертификации
| Чарт (2003)                         | Пик позиция |
| ----------------------------------- | ----------- |
| Австралия (ARIA)                    | 71          |
| Австрия (Ö3 Austria)                | 39          |
| Нидерланды (Album Top 100)          | 69          |
| Финляндия (Suomen virallinen lista) | 36          |
| Германия (Offizielle Top 100)       | 13          |
| Ирландия (IRMA)                     | 47          |
| Шотландия (Scottish Albums Chart)   | 9           |
| Швеция (Sverigetopplistan)          | 38          |
| Швейцария (Schweizer Hitparade)     | 21          |
| Великобритания (UK Albums Chart)    | 5           |

| Страна         | Провайдер | Сертификация |
| -------------- | --------- | ------------ |
| Великобритания | BPI       | Золото       |